# Ronde van Murcia 2007
De Ronde van Murcia 2007 was een wielerwedstrijd die werd gehouden van 7 tot en met 11 maart in Murcia, Spanje. De ronde werd gewonnen door Alejandro Valverde. Manuel Vázquez won het berg- en het combinatieklassement.

## Etappe-overzicht
| etappe | datum    | start                 | eindstreep             | afstand   | winnaar            | land      |
| ------ | -------- | --------------------- | ---------------------- | --------- | ------------------ | --------- |
| 1e     | 7 maart  | San Pedro del Pinatar | Las Torres de Cotillas | 166,1 km  | José Joaquín Rojas | Spanje    |
| 2e     | 8 maart  | Totana                | Fortuna                | 177,2 km  | afgelast           | afgelast  |
| 3e     | 9 maart  | Puerto Lumbreras      | San Pedro del Pinatar  | 146 km    | Graeme Brown       | Australië |
| 4e     | 10 maart | Alhama de Murcia      | Aledo                  | 23,31 km* | Alejandro Valverde | Spanje    |
| 5e     | 11 maart | Ceutí                 | Murcia                 | 151 km    | Danilo Napolitano  | Italië    |

De vierde etappe van Alhama de Murcia naar Aledo is een individuele tijdrit.

## Etappe-uitslagen

### 1e etappe
| rang | renner             | land       | tijd       |
| ---- | ------------------ | ---------- | ---------- |
| 1    | José Joaquín Rojas | Spanje     | 4u 30' 50" |
| 2    | Danilo Napolitano  | Italië     | z.t.       |
| 3    | Juan José Haedo    | Argentinië | z.t.       |
| 4    | Baden Cooke        | Australië  | z.t.       |
| 5    | Giuseppe Palumbo   | Italië     | z.t.       |
| 6    | Graeme Brown       | Australië  | z.t.       |
| 7    | Lars Bak           | Denemarken | z.t.       |
| 8    | Alejandro Valverde | Spanje     | z.t.       |
| 9    | Michał Gołaś       | Polen      | z.t.       |
| 10   | Vladimir Karpets   | Rusland    | z.t.       |

### 2e etappe
De tweede etappe werd afgelast, wegens harde windstoten. Alle klassementen blijven hetzelfde.

### 3e etappe
| rang | renner             | land       | tijd       |
| ---- | ------------------ | ---------- | ---------- |
| 1    | Graeme Brown       | Australië  | 3u 12' 48" |
| 2    | Baden Cooke        | Australië  | z.t.       |
| 3    | Alejandro Valverde | Spanje     | z.t.       |
| 4    | Joaquín Sobrino    | Spanje     | z.t.       |
| 5    | Danilo Napolitano  | Italië     | z.t.       |
| 6    | Ángel Vicioso      | Spanje     | z.t.       |
| 7    | Rodrigo García     | Spanje     | z.t.       |
| 8    | José Joaquín Rojas | Spanje     | z.t.       |
| 9    | Giuseppe Palumbo   | Italië     | z.t.       |
| 10   | Juan José Haedo    | Argentinië | z.t.       |

### 4e etappe
| rang | renner                     | land      | tijd  |
| ---- | -------------------------- | --------- | ----- |
| 1    | Alejandro Valverde         | Spanje    | 32'57 |
| 2    | José Angel Gómez Marchante | Spanje    | '31   |
| 3    | Ángel Vicioso              | Spanje    | '35   |
| 4    | Manuel Lloret              | Spanje    | '52   |
| 5    | Íñigo Cuesta               | Spanje    | 1'04  |
| 6    | José Rujano                | Spanje    | 1'07  |
| 7    | Koldo Gil                  | Spanje    | z.t.  |
| 8    | Michele Scarponi           | Italië    | 1'09  |
| 9    | Jens Voigt                 | Duitsland | 1'10  |
| 10   | Gustav Larsson             | Zweden    | 1'11  |

### 5e etappe
| rang | renner              | land       | tijd      |
| ---- | ------------------- | ---------- | --------- |
| 1    | Danilo Napolitano   | Italië     | 3u 29' 06 |
| 2    | Graeme Brown        | Australië  | z.t.      |
| 3    | José Joaquín Rojas  | Spanje     | z.t.      |
| 4    | Giuseppe Palumbo    | Italië     | z.t.      |
| 5    | Ángel Vicioso       | Spanje     | z.t.      |
| 6    | Rodrigo Garcia      | Spanje     | z.t.      |
| 7    | Joaquin Sobrino     | Spanje     | z.t.      |
| 8    | Baden Cooke         | Australië  | z.t.      |
| 9    | José Adrián Bonilla | Costa Rica | z.t.      |
| 10   | Manuel Vázquez      | Spanje     | z.t.      |

## Eindklassementen

### Algemeen klassement
| rang | renner             | land      | tijd     |
| ---- | ------------------ | --------- | -------- |
| 1    | Alejandro Valverde | Spanje    | 11h45'41 |
| 2    | Ángel Vicioso      | Spanje    | '35      |
| 3    | Manuel Lloret      | Spanje    | '52      |
| 4    | Koldo Gil          | Spanje    | 1'07     |
| 5    | Michele Scarponi   | Italië    | 1'09     |
| 6    | Jens Voigt         | Duitsland | 1'10     |
| 7    | Stefano Garzelli   | Italië    | 1'17     |
| 8    | Denis Mensjov      | Rusland   | 1'23     |
| 9    | Damiano Cunego     | Italië    | z.t.     |
| 10   | Vladimir Karpets   | Rusland   | 1'37     |